# Landwind X6
Der Landwind X6 (viertürig) und Landwind X9 (zweitürig), anfangs Jiangling Landwind ist ein Sport Utility Vehicle der Jiangling Motors aus der Volksrepublik China.

## Die Modelle

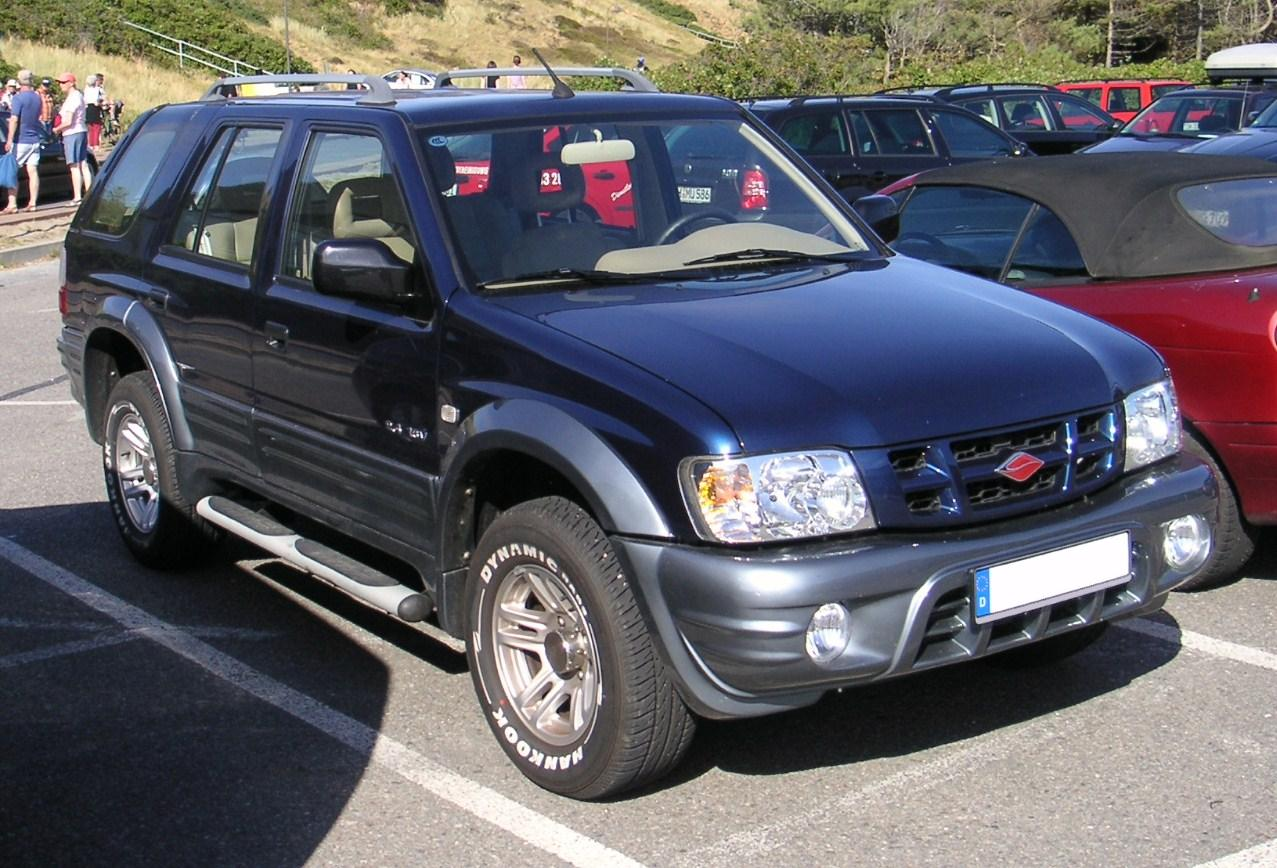
Frontansicht des aktuellen Modells

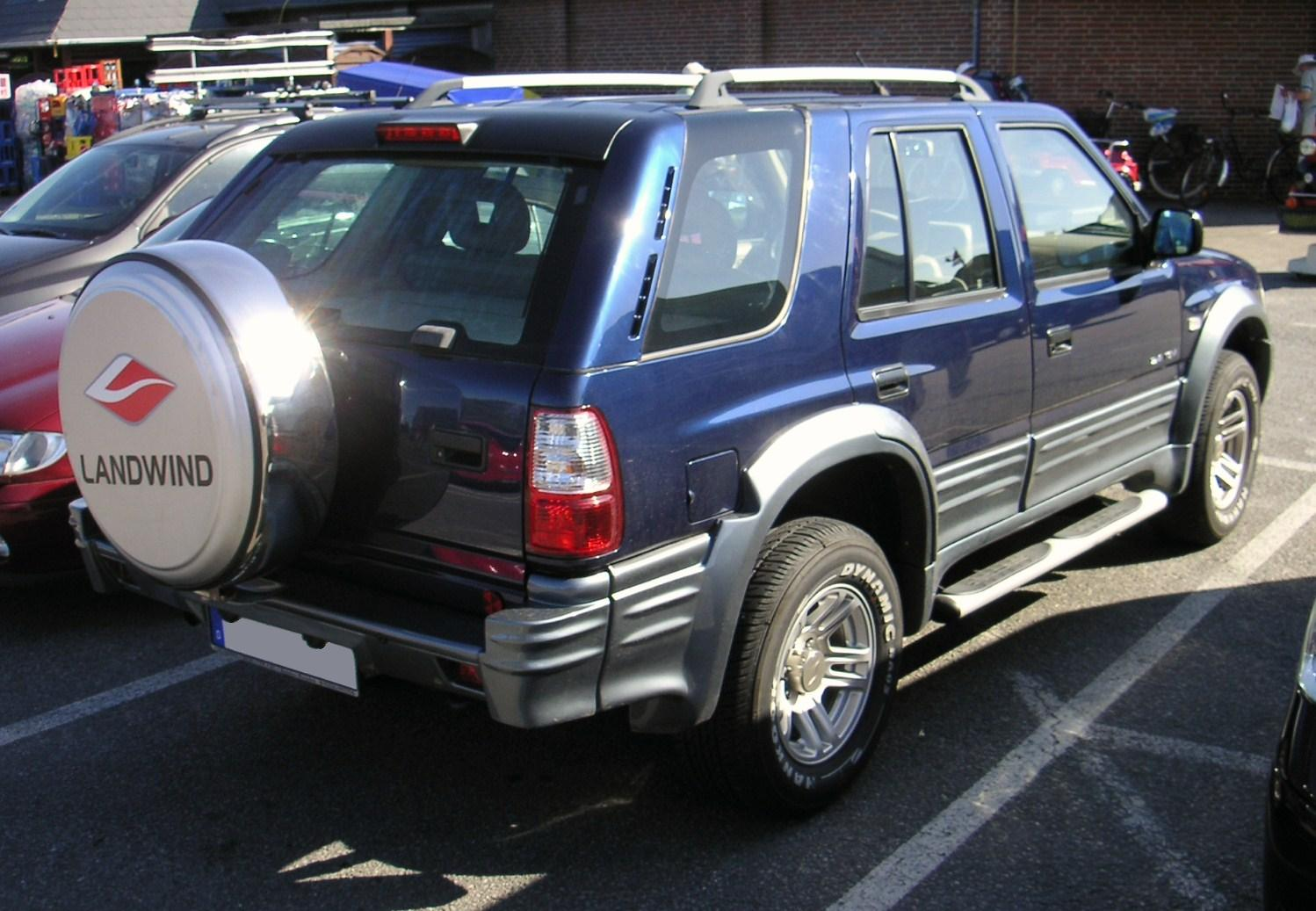
Rückansicht

Der Landwind ist ein Nachbau des Isuzu Rodeo aus den Baujahren 1991 bis 1997 sowie dessen Schwestermodell Opel Frontera. Nur die Frontpartie wurde neu gestaltet.
Er wird als Landwind X6 mit fünftürigem Kombiaufbau sowie als Landwind X9 mit zweitüriger Karosserie und einem über dem Heck zu öffnenden Fahrzeugdach ausgestattet. Der Landwind X9 ist somit vergleichbar mit dem Opel Frontera Sport.
Anfangs trug der Wagen die Bezeichnung Jiangling Landwind. Inzwischen ist „Landwind“ eine eigene Marke von Jiangling Motors geworden, so dass die beiden Modelle schlicht Landwind X6 und Landwind X9 heißen. In den USA wurde die lange Version als Landwind GV6 oder Landwind Fitch verkauft.
Der ADAC bemängelt den mit 11,6 Litern Super hohen Verbrauch und sehr schlechte Verarbeitung.

## Motoren und Antrieb
Als Motorvarianten sind ein 2,0-Liter- und ein 2,4-Liter-Vierzylinder-Ottomotor sowie ein 2,8-Liter-Vierzylinder-Dieselmotor erhältlich. Die Ottomotoren stammen von Mitsubishi, der Diesel wird von Isuzu hergestellt. Der Landwind X9 wird nicht mit dem 2,0-Liter-Motor angeboten.
Der Landwind hat Hinterradantrieb. Alle Modelle sind wahlweise auch mit Allradantrieb erhältlich.

## Sicherheit
Laut ADAC hat der Landwind in Crashtests schlecht abgeschnitten. Bei einem Frontalcrash mit 64 km/h sei die Fahrgastzelle stark deformiert worden. Auch bei einem Seitenaufprall mit höherer Geschwindigkeit würden sich die Insassen schwere Kopfverletzungen zuziehen. Weitere vom ADAC festgestellte Mängel sind erhöhte Schlingerneigung, unpräzise Lenkung, kein ESP, lange Bremswege sowie kein ABS. Der Landwind entspreche noch nicht den hohen europäischen Sicherheitsstandards. Deshalb ist eine Zulassung innerhalb der EU nur per Einzelzulassung möglich oder bei dem größeren Modell deshalb, weil die EU-Vorschriften über Crashtests nur für Autos bis zu einem Gesamtgewicht von 2500 kg gelten.
| Sterne im ADAC-Crashtest |

Peter Bijvelds, Europaimporteur des Landwind, gab auf einer Pressekonferenz Anfang Oktober 2005 in Den Haag bekannt, dass der Landwind vom TÜV erneut geprüft worden sei und die Ergebnisse sehr ermutigend seien. Ferner sagte er, künftig werde man alles versuchen, die europäischen Normen einzuhalten.

## Serienausstattung
Der Landwind hat serienmäßig eine geräumige Karosserie, Klimaanlage, Ledersitze, Leichtmetallräder, Radio mit CD-Spieler und viele weitere Komfort- und Ausstattungsmerkmale.

## Sonstiges
Offiziell wurde der Landwind nicht nach Europa exportiert. Der niederländische Ex-Rennfahrer Peter Bijvelds hat sich jedoch die Importrechte für ganz Europa gesichert und bot das Fahrzeug zu Preisen ab ca. 15.000,– Euro in den Niederlanden und Belgien an. Der Landwind gehört somit zu den Billigangeboten seiner Klasse.